# Élection présidentielle américaine de 1844 en Alabama
L'élection présidentielle américaine de 1844 en Alabama se déroule du 1er novembre au 4 décembre 1844, dans le cadre de l'élection présidentielle de 1844. Elle voit la victoire de l'ancien gouverneur du Tennessee James K. Polk contre le sénateur du Kentucky Henry Clay.

## Résultats
| Candidats       | Candidats              | Candidats       | Grands électeurs | Vote populaire | Vote populaire |
| À la présidence | À la vice-présidence   | Parti           | Grands électeurs | Voix           | %              |
| --------------- | ---------------------- | --------------- | ---------------- | -------------- | -------------- |
| James K. Polk   | George Mifflin Dallas  | Parti démocrate | 9                | 37 401         | 58,99          |
| Henry Clay      | Theodore Frelinghuysen | Parti whig      | 0                | 26 002         | 41,01          |